# Li Xuefeng

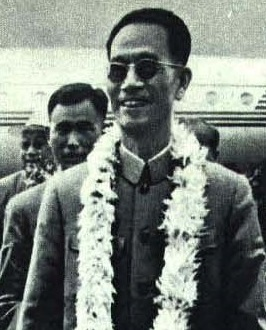
Li Xuefeng, 1965

Li Xuefeng (chinesisch 李雪峰; * 19. Januar 1907 in Yongji, Yuncheng, Shanxi; † 15. März 2003 in Peking) war ein chinesischer Politiker der Kommunistischen Partei Chinas (KPCh).

## Leben
Li Xuefeng wurde 1933 Mitglied der Kommunistischen Partei Chinas (KPCh) und übernahm in den folgenden Jahren zahlreiche Funktionen innerhalb der Partei wie zum Beispiel von 1936 bis 1937 als Parteisekretär von Peking. Er war später unter anderem 1948 Leiter der Organisationsabteilung des Büros der KPCh für Zhongnan und damit für Zentralchina sowie zwischen März und Juni 1949 Politoffizier der Volksbefreiungsarmee der Militärregion Hebei. Zudem wurde er 1949 Mitglied des Militärisch-Politischen Rates für Zentral- und Südchina, der für die Angelegenheiten in Henan, Hubei, Hunan, Jiangxi, Guangdong und Guangxi zuständig war. Nach der Gründung der Volksrepublik China am 1. Oktober 1949 wurde er im Dezember 1951 Vorsitzender des Politischen- und Rechtsausschusses des Militärisch-Politischen Rates für Zentral- und Südchina. Nachdem der Militärisch-Politischen Rat für Zentral- und Südchina am 21. Januar 1953 durch den Verwaltungsrat für Zentral- und Südchina ersetzt wurde, wurde er dessen Vizepräsident und blieb weiterhin Vorsitzender des Politischen- und Rechtsausschusses. Nach der Auslösung der großen Verwaltungsgebiete am 19. Juni 1954 kehrte er nach Peking zurück und wurde Leiter der ZK-Abteilungen für Industrie und Kommunikation. Im September 1954 wurde er Mitglied des Nationalen Volkskongresses und Mitglied von dessen Ständigem Ausschuss.
Auf dem VIII. Parteitag der KPCh (15.  bis 27. September 1956) wurde Li Xuefeng zum Mitglied des Zentralkomitee der Kommunistischen Partei Chinas (ZK der KPCh) gewählt, dem er nach seiner Wiederwahl auf dem IX. Parteitag der KPCh (1.  bis 24. April 1969) bis zum 24. August 1973 angehörte. Zugleich wurde er auf dem VIII. Parteitag auch zum Mitglied des siebenköpfigen Sekretariats des ZK gewählt. Im November 1960 wurde er Erster Sekretär des Büros des ZK für Huabei und war damit bis 1966 für Nordchina zuständig. Er fungierte zwischen Januar 1965 und August als Vize-Vorsitzender des Ständigen Ausschusses des Nationalen Volkskongresses. Im Mai 1966 wurde er als Nachfolger von Peng Zhen Sekretär des KPCh-Stadtparteikomitees von Peking, bekleidete diese Funktion jedoch nur bis zu seiner Ablösung durch Xie Fuzhi im Januar 1967.
Am 12. August 1966 wurde  Li Xuefeng auf dem 11. Plenum des 8. ZK Kandidat des Politbüros der Kommunistischen Partei Chinas und gehörte diesem Gremium nach seiner Wiederwahl auf dem IX. Parteitag der KPCh (1.  bis 24. April 1969) bis zum 30. August 1971 an. Im Februar 1968 wurde er während der Kulturrevolution Nachfolger von Liu Zihou als Sekretär des KPCh-Provinzparteikomitees der Provinz Hebei und bekleidete diese Funktion bis Februar 1971, woraufhin Liu Zihou wiederum sein eigener Nachfolger wurde. Zugleich fungierte er als Nachfolger des bisherigen Gouverneurs der Provinz Hebei Liu Zihou zwischen Februar 1968 und Februar 1971 als Vorsitzender des Revolutionskomitees der Provinz Hebei und wurde auch in dieser Funktion wieder von Liu Zihou abgelöst.
Im Januar 1971 wurde Li Xuefeng der parteiinternen Gruppe um Chen Boda zugeordnet und als angeblicher Anhänger der Gruppe um den Vize-Vorsitzenden Lin Biao nach dessen Tod bei einem Flugzeugabsturz am 13. September 1971 nach Anhui verbannt und aus der KPCh ausgeschlossen. Nach seiner Rehabilitierung im April 1982 wurde er im Juni 1983 zum Mitglied der Politischen Konsultativkonferenz des chinesischen Volkes und gehörte auch dessen Ständigem Ausschuss als Mitglied an. Im September 1985 wurde er zudem Mitglied der Zentralen Beratungskommission der Kommunistischen Partei.

## Veröffentlichung
- Ten Years at Taihang: Memoirs of Li Xuefeng, Peking 1998

## Belege
1. ↑  Beijing: Secretaries of the Municipal Committee of the Communist Party (rulers.org)
2. ↑  Party Congresses of the Communist Party of China (CPC), the ruling party of People’s Republic of China
3. ↑  Hebei: Secretaries of the Provincial Committee of the Communist Party (rulers.org)
4. ↑  Hebei: Chairmen of the Revolutionary Committee (rulers.org)

| Personendaten    | Personendaten                                     |
| ---------------- | ------------------------------------------------- |
| NAME             | Li, Xuefeng                                       |
| ALTERNATIVNAMEN  | 李雪峰                                            |
| KURZBESCHREIBUNG | chinesischer Politiker in der Volksrepublik China |
| GEBURTSDATUM     | 19. Januar 1907                                   |
| GEBURTSORT       | Yongji, Yuncheng, Shanxi                          |
| STERBEDATUM      | 15. März 2003                                     |
| STERBEORT        | Peking                                            |